# یمهیل (اورگن)
یمهیل (به انگلیسی: Yamhill) شهری در شهرستان یمهیل ایالت اورگن است و در سرشماری سال ۲۰۱۱ میلادی، ۱٬۰۲۴ نفر جمعیت داشته که نسبت به سال ۲۰۱۰، −۰٫۳۹ درصد رشد جمعیت داشته‌است.